# Abell 3695
Abell 3695 è un ammasso di galassie situato prospetticamente nella costellazione del Microscopio alla distanza di 1,118 miliardi di anni luce dalla Terra (light travel time). È inserito nell'omonimo catalogo compilato da George Abell nel 1958.
È del tipo I secondo la classificazione di Bautz-Morgan. È costituito da 81 galassie, tra le quali, MCG-06-45-007 e LEDA 65000 sono le più luminose.
Abell 3695 è legato gravitazionalmente a Abell 3696, oltre ad essere un componente del Superammasso del Microscopio (SCl 174).